# نوسان

نوسان نامیرای سیستم جرم و فنر.

نوسان (به انگلیسی: Oscillation)، تغییر تکرارشونده دور تعادل است. حرکت آونگ نمونه‌ای از نوسان است. به حرکت رفت و برگشتی نوسان گویند.
در حرکت آونگ، انرژی جنبشی و  پتانسیل، متناوب به هم تبدیل می‌شوند. هنگامی که آونگ در پایین‌ترین نقطه مسیر خود قرار دارد، بیشترین انرژی جنبشی و کمترین انرژی پتانسیل را داراست. به عبارت دیگر، سرعت آونگ در این نقطه، بیشترین است. وقتی آونگ در بالاترین نقطه از مسیر خود قرار دارد، انرژی جنبشی آن صفر است و انرژی پتانسیل آن، در بیشترین حالت است، یعنی سرعت آونگ درین نقطه، صفر است. 
اگر میرایی سامانه صفر باشد، یعنی هیچ‌گونه انرژی هدر نرود، مجموع انرژی پتانسیل و جنبشی، ثابت می‌ماند.
ارتعاش در سامانه‌های مکانیکی هم حرکت نوسانی است.
نوسان افزون بر فیزیک و مکانیک، در دیگر رشته‌ها مانند زیست‌شناسی و اقتصاد نیز دیده می‌شود.